# Justin Kurzel
Justin Kurzel (Gawler, 3 augustus 1974) is een Australisch filmregisseur en scenarioschrijver.

## Biografie
Justin Kurzel werd geboren in 1974 in Gawler in Zuid-Australië. Hij debuteerde in 2005 met de korte film Blue Tongue. Zijn eerste speelfilm Snowtown uit 2011 werd geselecteerd op het Filmfestival van Cannes in de sectie Semaine de la critique en kreeg de FIPRESCI Prize - Special Mention. De film won een aantal Australische en internationale prijzen. Kurzel regisseerde ook mee aan The Turning, een film bestaande uit een aantal kortfilms. In 2015 werd zijn film Macbeth geselecteerd voor de hoofdcompetitie van het Filmfestival van Cannes.
Kurzel is getrouwd met actrice Essie Davis.

## Filmografie
- Blue Tongue (kortfilm, 2005)
- Snowtown (2011)
- The Turning (Episode: Boner McPharlin's Moll, 2013)
- Macbeth (2015)
- Assassin's Creed (2016)
- True History of the Kelly Gang (2019)
- Nitram (2021)
- The Order (2024)

## Prijzen & nominaties (selectie)
De belangrijkste:
| Jaar | Prijs                                     | Categorie                                               | Genomineerde(n) | Uitslag     |
| ---- | ----------------------------------------- | ------------------------------------------------------- | --------------- | ----------- |
| 2012 | Australian Film Critics Association Award | Beste regie                                             | Snowtown        | Gewonnen    |
| 2012 | Australian Film Institute                 | AACTA Award Beste regie                                 | Snowtown        | Gewonnen    |
| 2012 | Film Critics Circle of Australia Awards   | Beste regie                                             | Snowtown        | Gewonnen    |
| 2011 | Filmfestival van Cannes                   | Queer Palm                                              | Snowtown        | Genomineerd |
| 2011 | Filmfestival van Cannes                   | Caméra d'or                                             | Snowtown        | Genomineerd |
| 2011 | Filmfestival van Cannes                   | Semaine de la critique FIPRESCI Prize - Special Mention | Snowtown        | Gewonnen    |
| 2011 | Internationaal filmfestival van Chicago   | Gold Hugo After Dark Competition                        | Snowtown        | Gewonnen    |